# Lūcija Garūta

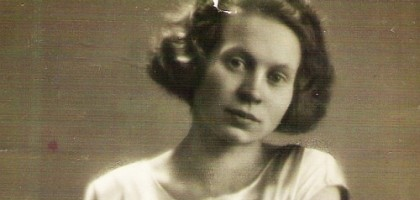
Lūcija Garūta

Lūcija Garūta (geboren am 1.jul. / 14. Mai 1902greg. in Riga, Russisches Reich; gestorben am 15. Februar 1977 in Riga, LSSR, Sowjetunion) war eine lettische Komponistin, Pianistin und Organistin, Musikpädagogin und -theoretikerin sowie Librettistin und Dichterin.

## Leben und Laufbahn
Lūcija Garūta wurde in Riga geboren. Von 1919 bis 1925 studierte sie im Lettischen Konservatorium bei Jāzeps Vītols, Jānis Mediņš, Jēkabs Mediņš und Jēkabs Kārkliņš Klavier. Während des Studiums war sie an der Lettischen Nationaloper als Klavierrepetitorin tätig.
Nach Absolvierung ihres Studiums arbeitete sie von 1925 bis 1926 beim Lettischen Rundfunk; ab 1926 unterrichtete sie Musiktheorie und Klavier am Lettischen Volkskonservatorium (Latvijas Tautas konservatorijs, heute Jāzepa Mediņa Rīgas Mūzikas vidusskola). Ebenfalls ab 1926 studierte sie Klavierspiel und Instrumentierung bei Alfred Cortot, Isidor Philipp und Paul Le Flem sowie 1928 Komposition bei Paul Dukas an der École Normale de Musique de Paris. 1926 gab sie in Paris ihr Debütkonzert als Pianistin; 1929 trat sie in Berlin und Frankfurt am Main auf. Bis 1940 war sie eine der aktivsten Konzertpianistinnen Lettlands und konzertierte im Rahmen von Kammermusikkonzerten mit insgesamt mehr als hundert Musikern. 1939 war sie zudem Direktorin des Lettischen Förderverbands für Musik.
Ab 1940 wirkte Garūta als kommissarische Dozentin für Komposition und Musiktheorie am Lettischen Konservatorium (Latvijas Konservatorija, ab 1946 LPSR Valsts Konservatorija, seit 1991 Jāzepa Vītola Latvijas Mūzikas akadēmija), wo sie 1962 zur Dozentin gewählt wurde. Erst 1972 – im Alter von 70 Jahren – erhielt sie eine Professur. Aufgrund einer Krankheit musste sie ihre Konzerttätigkeit beenden, setzte ihre Lehrtätigkeit jedoch fort. Lūcija Garūta starb am 15. Februar 1977 und wurde auf dem Rigaer Friedhof 1. Meža kapi beigesetzt.

„Gestirnte – so nenne ich im Geiste Lūcija Garūta. Ihre Musik reißt von der Erde los, sie erhebt und trägt den Sternen und der Sonne entgegen. In ihrer Musik liegt die reinigende, klärende Kraft der Sanftmut. […]
Glücklich ist der Musiker, glücklicher als der Dichter. Er braucht keinen Übersetzer, seine Sprache wird allerorts verstanden, er selbst kann mit der Kraft seiner Kunst die Heimat mit der weiten Welt einen. Ich glaube, daß die gestirnte Lūcija Garūta dies tun wird. Sie wird das Unverwechselbare ihres Volkes dereinst in ferne Länder tragen.“

## KantateDievs, Tava zeme deg!
Garūtas 1943 komponierte Kantate Dievs, Tava zeme deg! (Gott, dein Land brennt!) wurde in den sogenannten „Lettischen Kulturkanon“ aufgenommen und gilt somit als eines der wichtigsten lettischen Musikstücke überhaupt. Die Texte schrieb der Dichter Andrejs Eglītis für den Wettbewerb Latvju lūgšana Dievam (Ein lettisches Gebet zu Gott) der Evangelisch-lutherischen Kirche von Kuldīga. Die Erstaufführung fand am 15. März 1944 im Dom zu Riga mit einem großen Chor unter der Leitung von Teodors Reiters statt; an der Orgel saß die Komponistin. Auf der Tonaufnahme dieses Konzertes ist auch Gefechtlärm zu hören, der aus der Umgebung in den Dom dringt. Während der zweiten sowjetischen Okkupation Lettlands (1944/45 bis 1991) stand die Kantate auf der schwarzen Liste; erst 1988 wurde sie im Zuge der „Singenden Revolution“ erstmals seit dem 6. Mai 1945 wieder öffentlich aufgeführt. Das a cappella-Fragment Vater unser (Mūsu Tēvs debesīs) aus der Kantate wurde 1990 beim 20. Lettischen Liederfest von über zehntausend Choristen gesungen.

## Werke (Auswahl)
Werkliste, Biographie und Diskographie (lettisch und englisch) bei Latvijas mūzikas informācijas centrs
- Dievs, Tava zeme deg!, Kantate für Solisten, Chor und Orgel (1943)
- Oper Sidrabotais putns (Der Silbervogel, auch Libretto, 1938; bisher unaufgeführt)
- Konzert für Klavier und Orchester (1951)
- Prelude für Klavier in c-Moll (1927)
- Prelude für Klavier in e-Moll (1927)
- Andante Tranquillo, Klaviertrio in B-Dur (1948)

## Diskographie
- Music for Piano, CD (auch auf Spotify), SKANI – Latvian Composers 2017
  - Concerto for Piano and Orchestra (1951)
  - Four Preludes (1927/1929)
  - Meditation (1935)
  - Variations on the Latvian Folk Song “The Soldiers are Sorrowful” (1933)
  - The Little Doll’s Lulling Song (1943)
- Eduards Grieznis – Piano Music, darin:
  - Variations on “Arājiņi, ecetāji” (Track 3–13, auch auf Spotify), SKANI – Latvian Composers 2017
- Other Colours – Latvian Composers for Flute, darin:
  - Nāras dziesma (Mermaid’s Song, version for flute and piano) (Track 1, auch auf Spotify), SKANI – Latvian Composers 2017
- kvēlot, liesmot, sadegt, CD, Dzintra Erlihe 2010
  - Sololieder nach Texten von Andrejs Eglītis:
    - Vētra (1941/43)
    - Ziemciešu tauta (1941/43)

  - Sololied nach einem Text von Romāns Gauja:
    - Meitēn, manu meitenīt (1933)

  - Sololied nach einem Text von Rainis:
    - Kalnā kāpējs (1940)

  - Sololieder nach Texten von Lūcija Garūta:
    - Vakara blāzmā (1932)
    - Ziemas pasaciņa (1929)
    - Svētā mīla (1929)
    - Bērna sirds (1929)
    - Mon rêve (Mans sapnis, 1929)
    - Dzimtene pavasarī (1935)
    - Tautai (1932)

  - Nāras dziesma (1928), arrangiert für Flöte und Klavier
  - Elēģija (1922) für Cello und Klavier
  - Daina (1949) für Geige und Klavier
  - Dramatisks moments (Nožēla, 1931) für Geige und Klavier
  - 4 Etüden für Steinway Sostenuto-Pedal:
    - Sēru melodija (1933)
    - Teika (1933)
    - Zvani (1933)
    - Zēns ar brīnumkoklīti (1956)
- Dievs, Tava zeme deg!, CD mit Textbuch (Lettisch, Deutsch, Englisch, Japanisch), Baltic Records Group 2003 (auch auf Spotify)
- Latvian Patriotic Cantatas, CD, Riga Recording 1999, darin:
  - Dievs, Tava zeme deg! (1943)
- Tēvreize (Vater unser) aus der Kantate Dievs, Tava zeme deg!, 1999, auf Spotify
- Solo dziesmas, LP, Мелодия 1981
  - Kālna kāpējs (1940, Text: Rainis)
  - Meiten, manu meitenīt (1933, Text: Romāns Gauja)
  - Grūtā brīdī
  - Lietiņš
  - Draugs
  - Tautas dziesmu pūrs
  - Pavasaris nāk
  - Devēji
  - Zvaigznes un zeme
  - Viens no daudziem
  - Mirdzošā tīklā
  - Mans sapnis (1929, Text: Lūcija Garūta)
  - Dzīvei
  - Aijā dziesmiņa
  - Svētā mīla (1929, Text: Lūcija Garūta)
- Dzīvā kvēle (Oratorium nach Gedichten von Rainis[7] für Mezzosopran, Tenor, gemischten Chor und Sinfonieorchester), LP, Мелодия 1971
  - 1. Sasaukšanās
  - 2. Neparadušais
  - 3. Pie dzīvības katliem
  - 4. Atsveice biedram
  - 5. Dzīvā kvēle

(Nähere Informationen zu diesen und weiteren bis 2010 erschienenen LP- und CD-Veröffentlichungen bei Discogs)